# Formule 1 in 2001

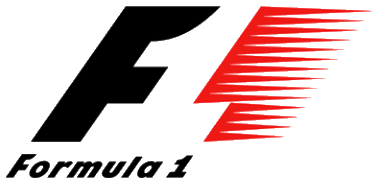
Formule 1 logo

Het Formule 1-seizoen 2001 was het 52ste FIA Formula One World Championship seizoen. Het begon op 4 maart en eindigde op 14 oktober na zeventien races.
Michael Schumacher wint zijn 4e wereldkampioenschap in de Formule 1.
De latere wereldkampioenen Kimi Räikkönen en Fernando Alonso debuteren in de Formule 1 voor respectievelijk Sauber en Minardi.
Nadat in de jaren 1999 en 2000 alle teams met Bridgestone-banden reden, leverde Michelin in het seizoen 2001 de banden aan de teams van Benetton, Jaguar, Minardi, Prost en Williams, terwijl Bridgestone de banden aan de teams van Arrows, BAR, Ferrari, Jordan, McLaren, en Sauber leverde.

## Kalender

Landen die in 2001 een Grand Prix organiseerden zijn getoond in het groen, voormalige organiserende landen zijn getoond in het donkergrijs.

| GP nr. | Ronde | Grand Prix                 | Circuit                        | Plaats                    | Datum        |
| ------ | ----- | -------------------------- | ------------------------------ | ------------------------- | ------------ |
| 664    | 1     | GP van Australië           | Albert Park Street Circuit     | Melbourne                 | 4 maart      |
| 665    | 2     | GP van Maleisië            | Sepang International Circuit   | Sepang                    | 18 maart     |
| 666    | 3     | GP van Brazilië            | Autódromo José Carlos Pace     | São Paulo                 | 1 april      |
| 667    | 4     | GP van San Marino          | Autodromo Enzo e Dino Ferrari  | Imola                     | 15 april     |
| 668    | 5     | GP van Spanje              | Circuit de Barcelona-Catalunya | Montmeló                  | 29 april     |
| 669    | 6     | GP van Oostenrijk          | A1 Ring                        | Spielberg bei Knittelfeld | 13 mei       |
| 670    | 7     | GP van Monaco              | Circuit de Monaco              | Monte Carlo               | 27 mei       |
| 671    | 8     | GP van Canada              | Circuit Gilles Villeneuve      | Montreal (Quebec)         | 10 juni      |
| 672    | 9     | GP van Europa              | Nürburgring GP-Strecke         | Nürburg                   | 24 juni      |
| 673    | 10    | GP van Frankrijk           | Circuit de Nevers Magny-Cours  | Magny-Cours               | 1 juli       |
| 674    | 11    | GP van Groot-Brittannië    | Silverstone Circuit            | Silverstone               | 15 juli      |
| 675    | 12    | GP van Duitsland           | Hockenheimring                 | Hockenheim                | 29 juli      |
| 676    | 13    | GP van Hongarije           | Hungaroring                    | Mogyoród                  | 19 augustus  |
| 677    | 14    | GP van België              | Circuit de Spa-Francorchamps   | Stavelot                  | 2 september  |
| 678    | 15    | GP van Italië              | Autodromo Nazionale Monza      | Monza                     | 16 september |
| 679    | 16    | GP van de Verenigde Staten | Indianapolis Motor Speedway    | Indianapolis (Indiana)    | 30 september |
| 680    | 17    | GP van Japan               | Circuit Suzuka                 | Suzuka                    | 14 oktober   |

### Kalenderwijzigingen in 2001
- De Grand Prix van Maleisië werd van het najaar verplaatst naar het voorjaar.
- De Grand Prix van Groot-Brittannië ging terug van april naar de gebruikelijke maand juli.
- De Grand Prix van Oostenrijk verplaatste van juli naar mei.

## Ingeschreven teams en coureurs
De volgende teams en coureurs namen deel aan het 'FIA Wereldkampioenschap F1' 2001.
| Inschrijving                 | Constructeur     | Chassis    | Motor           | Banden | Nr. | Coureur               | Ronde | Testcoureur       |
| ---------------------------- | ---------------- | ---------- | --------------- | ------ | --- | --------------------- | ----- | ----------------- |
| Scuderia Ferrari Marlboro    | Ferrari          | F2001      | Ferrari 050     | B      | 1   | Michael Schumacher    | Alle  | Luca Badoer       |
| Scuderia Ferrari Marlboro    | Ferrari          | F2001      | Ferrari 050     | B      | 2   | Rubens Barrichello    | Alle  | Luca Badoer       |
| West McLaren Mercedes        | McLaren-Mercedes | MP4-16     | Mercedes FO110K | B      | 3   | Mika Häkkinen         | Alle  | Alexander Wurz    |
| West McLaren Mercedes        | McLaren-Mercedes | MP4-16     | Mercedes FO110K | B      | 4   | David Coulthard       | Alle  | Alexander Wurz    |
| BMW WilliamsF1 Team          | Williams-BMW     | FW23       | BMW P80         | M      | 5   | Ralf Schumacher       | Alle  | Marc Gené         |
| BMW WilliamsF1 Team          | Williams-BMW     | FW23       | BMW P80         | M      | 6   | Juan Pablo Montoya    | Alle  | Marc Gené         |
| Mild Seven Benetton F1 Team  | Benetton-Renault | B201       | Renault RS21    | M      | 7   | Giancarlo Fisichella  | Alle  | Mark Webber       |
| Mild Seven Benetton F1 Team  | Benetton-Renault | B201       | Renault RS21    | M      | 8   | Jenson Button         | Alle  | Mark Webber       |
| Lucky Strike BAR Honda       | BAR-Honda        | 003        | Honda RA001E    | B      | 9   | Olivier Panis         | Alle  | Anthony Davidson  |
| Lucky Strike BAR Honda       | BAR-Honda        | 003        | Honda RA001E    | B      | 9   | Olivier Panis         | Alle  | Darren Manning    |
| Lucky Strike BAR Honda       | BAR-Honda        | 003        | Honda RA001E    | B      | 10  | Jacques Villeneuve    | Alle  | Patrick Lemarié   |
| Lucky Strike BAR Honda       | BAR-Honda        | 003        | Honda RA001E    | B      | 10  | Jacques Villeneuve    | Alle  | Takuma Sato       |
| Benson & Hedges Jordan Honda | Jordan-Honda     | EJ11       | Honda RA001E    | B      | 11  | Heinz-Harald Frentzen | 1–11  | Ricardo Zonta     |
| Benson & Hedges Jordan Honda | Jordan-Honda     | EJ11       | Honda RA001E    | B      | 11  | Ricardo Zonta         | 8, 12 | Ricardo Zonta     |
| Benson & Hedges Jordan Honda | Jordan-Honda     | EJ11       | Honda RA001E    | B      | 11  | Jarno Trulli          | 13–17 | Ricardo Zonta     |
| Benson & Hedges Jordan Honda | Jordan-Honda     | EJ11       | Honda RA001E    | B      | 12  | Jarno Trulli          | 1–12  | Ricardo Zonta     |
| Benson & Hedges Jordan Honda | Jordan-Honda     | EJ11       | Honda RA001E    | B      | 12  | Jean Alesi            | 13–17 | Ricardo Zonta     |
| Orange Arrows Asiatech       | Arrows-Asiatech  | A22        | Asiatech 001    | B      | 14  | Jos Verstappen        | Alle  | Johnny Herbert    |
| Orange Arrows Asiatech       | Arrows-Asiatech  | A22        | Asiatech 001    | B      | 15  | Enrique Bernoldi      | Alle  | Johnny Herbert    |
| Red Bull Sauber Petronas     | Sauber-Petronas  | C20        | Petronas 01A    | B      | 16  | Nick Heidfeld         | Alle  | Felipe Massa      |
| Red Bull Sauber Petronas     | Sauber-Petronas  | C20        | Petronas 01A    | B      | 17  | Kimi Räikkönen        | Alle  | Felipe Massa      |
| Jaguar Racing F1 Team        | Jaguar-Cosworth  | R2         | Cosworth CR-3   | M      | 18  | Eddie Irvine          | Alle  | Tomas Scheckter   |
| Jaguar Racing F1 Team        | Jaguar-Cosworth  | R2         | Cosworth CR-3   | M      | 19  | Luciano Burti         | 1–4   | André Lotterer    |
| Jaguar Racing F1 Team        | Jaguar-Cosworth  | R2         | Cosworth CR-3   | M      | 19  | Pedro de la Rosa      | 5–17  | James Courtney    |
| European Minardi F1          | Minardi-European | PS01 PS01B | European        | M      | 20  | Tarso Marques         | 1–14  | Alex Yoong        |
| European Minardi F1          | Minardi-European | PS01 PS01B | European        | M      | 20  | Alex Yoong            | 15–17 | Andrea Piccini    |
| European Minardi F1          | Minardi-European | PS01 PS01B | European        | M      | 21  | Fernando Alonso       | Alle  | Tarso Marques     |
| Prost Acer                   | Prost-Acer       | AP04       | Acer 01A        | M      | 22  | Jean Alesi            | 1–12  | Pedro de la Rosa  |
| Prost Acer                   | Prost-Acer       | AP04       | Acer 01A        | M      | 22  | Heinz-Harald Frentzen | 13–17 | Stéphane Sarrazin |
| Prost Acer                   | Prost-Acer       | AP04       | Acer 01A        | M      | 23  | Gastón Mazzacane      | 1–4   | Tomáš Enge        |
| Prost Acer                   | Prost-Acer       | AP04       | Acer 01A        | M      | 23  | Luciano Burti         | 5–14  |                   |
| Prost Acer                   | Prost-Acer       | AP04       | Acer 01A        | M      | 23  | Tomáš Enge            | 15–17 |                   |

## Resultaten en klassement

### Grands Prix
| Ronde | Grand Prix                 | Poleposition       | Snelste ronde      | Winnende coureur   | Winnende constructeur | Banden | Verslag |
| ----- | -------------------------- | ------------------ | ------------------ | ------------------ | --------------------- | ------ | ------- |
| 1     | GP van Australië           | Michael Schumacher | Michael Schumacher | Michael Schumacher | Ferrari               | B      | Verslag |
| 2     | GP van Maleisië            | Michael Schumacher | Mika Häkkinen      | Michael Schumacher | Ferrari               | B      | Verslag |
| 3     | GP van Brazilië            | Michael Schumacher | Ralf Schumacher    | David Coulthard    | McLaren-Mercedes      | B      | Verslag |
| 4     | GP van San Marino          | David Coulthard    | Ralf Schumacher    | Ralf Schumacher    | Williams-BMW          | M      | Verslag |
| 5     | GP van Spanje              | Michael Schumacher | Michael Schumacher | Michael Schumacher | Ferrari               | B      | Verslag |
| 6     | GP van Oostenrijk          | Michael Schumacher | David Coulthard    | David Coulthard    | McLaren-Mercedes      | B      | Verslag |
| 7     | GP van Monaco              | David Coulthard    | David Coulthard    | Michael Schumacher | Ferrari               | B      | Verslag |
| 8     | GP van Canada              | Michael Schumacher | Ralf Schumacher    | Ralf Schumacher    | Williams-BMW          | M      | Verslag |
| 9     | GP van Europa              | Michael Schumacher | Juan Pablo Montoya | Michael Schumacher | Ferrari               | B      | Verslag |
| 10    | GP van Frankrijk           | Ralf Schumacher    | David Coulthard    | Michael Schumacher | Ferrari               | B      | Verslag |
| 11    | GP van Groot-Brittannië    | Michael Schumacher | Mika Häkkinen      | Mika Häkkinen      | McLaren-Mercedes      | B      | Verslag |
| 12    | GP van Duitsland           | Juan Pablo Montoya | Juan Pablo Montoya | Ralf Schumacher    | Williams-BMW          | M      | Verslag |
| 13    | GP van Hongarije           | Michael Schumacher | Mika Häkkinen      | Michael Schumacher | Ferrari               | B      | Verslag |
| 14    | GP van België              | Juan Pablo Montoya | Michael Schumacher | Michael Schumacher | Ferrari               | B      | Verslag |
| 15    | GP van Italië              | Juan Pablo Montoya | Ralf Schumacher    | Juan Pablo Montoya | Williams-BMW          | M      | Verslag |
| 16    | GP van de Verenigde Staten | Michael Schumacher | Juan Pablo Montoya | Mika Häkkinen      | McLaren-Mercedes      | B      | Verslag |
| 17    | GP van Japan               | Michael Schumacher | Ralf Schumacher    | Michael Schumacher | Ferrari               | B      | Verslag |

### Puntentelling
Punten worden toegekend aan de top zes geklasseerde coureurs. 
| Positie | 01e0 | 02e0 | 03e0 | 04e0 | 05e0 | 06e0 |
| Punten  | 10   | 6    | 4    | 3    | 2    | 1    |

### Klassement bij de coureurs
| Pos. | Coureur               | AUS  | MAL | BRA  | SMR | SPA  | OOS | MON  | CAN | EUR | FRA | GBR | DUI    | HON | BEL  | ITA | VST  | JPN | Punten |
| ---- | --------------------- | ---- | --- | ---- | --- | ---- | --- | ---- | --- | --- | --- | --- | ------ | --- | ---- | --- | ---- | --- | ------ |
| 1    | Michael Schumacher    | 1PS0 | 1P  | 2P   | DNF | 1PS0 | 2P  | 1    | 2P  | 1P  | 1   | 2P  | DNF    | 1P  | 1S   | 4   | 2P   | 1P  | 123    |
| 2    | David Coulthard       | 2    | 3   | 1    | 2P  | 5    | 1S  | 5PS0 | DNF | 3   | 4S  | DNF | DNF    | 3   | 2    | DNF | 3    | 3   | 65     |
| 3    | Rubens Barrichello    | 3    | 2   | DNF  | 3   | DNF  | 3   | 2    | DNF | 5   | 3   | 3   | 2      | 2   | 5    | 2   | 15†  | 5   | 56     |
| 4    | Ralf Schumacher       | DNF  | 5   | DNFS | 1S  | DNF  | DNF | DNF  | 1S  | 4   | 2P  | DNF | 1      | 4   | 7    | 3S  | DNF  | 6S  | 49     |
| 5    | Mika Häkkinen         | DNF  | 6S  | DNF  | 4   | 9†   | DNF | DNF  | 3   | 6   | DNS | 1S  | DNF    | 5S  | 4    | DNF | 1    | 4   | 37     |
| 6    | Juan Pablo Montoya    | DNF  | DNF | DNF  | DNF | 2    | DNF | DNF  | DNF | 2S  | DNF | 4   | DNFPS0 | 8   | DNFP | 1P  | DNFS | 2   | 31     |
| 7    | Jacques Villeneuve    | DNF  | DNF | 7    | DNF | 3    | 8   | 4    | DNF | 9   | DNF | 8   | 3      | 9   | 8    | 6   | DNF  | 10  | 12     |
| 8    | Nick Heidfeld         | 4    | DNF | 3    | 7   | 6    | 9   | DNF  | DNF | DNF | 6   | 6   | DNF    | 6   | DNF  | 11  | 6    | 9   | 12     |
| 9    | Jarno Trulli          | DNF  | 8   | 5    | 5   | 4    | DSQ | DNF  | 11† | DNF | 5   | DNF | DNF    | DNF | DNF  | DNF | 4    | 8   | 12     |
| 10   | Kimi Räikkönen        | 6    | DNF | DNF  | DNF | 8    | 4   | 10   | 4   | 10  | 7   | 5   | DNF    | 7   | DNS  | 7   | DNF  | DNF | 9      |
| 11   | Giancarlo Fisichella  | 13   | DNF | 6    | DNF | 14   | DNF | DNF  | DNF | 11  | 11  | 13  | 4      | DNF | 3    | 10  | 8    | 17† | 8      |
| 12   | Eddie Irvine          | 11   | DNF | DNF  | DNF | DNF  | 7   | 3    | DNF | 7   | DNF | 9   | DNF    | DNF | DNS  | DNF | 5    | DNF | 6      |
| 13   | Heinz-Harald Frentzen | 5    | 4   | 11†  | 6   | DNF  | DNF | DNF  |     | DNF | 8   | 7   |        | DNF | 9    | DNF | 10   | 12  | 6      |
| 14   | Olivier Panis         | 7    | DNF | 4    | 8   | 7    | 5   | DNF  | DNF | DNF | 9   | DNF | 7      | DNF | 11   | 9   | 11   | 13  | 5      |
| 15   | Jean Alesi            | 9    | 9   | 8    | 9   | 10   | 10  | 6    | 5   | 15† | 12  | 11  | 6      | 10  | 6    | 8   | 7    | DNF | 5      |
| 16   | Pedro de la Rosa      |      |     |      |     | DNF  | DNF | DNF  | 6   | 8   | 14  | 12  | DNF    | 11  | DNF  | 5   | 12   | DNF | 3      |
| 17   | Jenson Button         | 14†  | 11  | 10   | 12  | 15   | DNF | 7    | DNF | 13  | 16† | 15  | 5      | DNF | DNF  | DNF | 9    | 7   | 2      |
| 18   | Jos Verstappen        | 10   | 7   | DNF  | DNF | 12   | 6   | 8    | 10† | DNF | 13  | 10  | 9      | 12  | 10   | DNF | DNF  | 15  | 1      |
| 19   | Ricardo Zonta         |      |     |      |     |      |     |      | 7   |     |     |     | DNF    |     |      |     |      |     | 0      |
| 20   | Luciano Burti         | 8    | 10  | DNF  | 11  | 11   | 11  | DNF  | 8   | 12  | 10  | DNF | DNF    | DNF | DNS  |     |      |     | 0      |
| 21   | Enrique Bernoldi      | DNF  | DNF | DNF  | 10  | DNF  | DNF | 9    | DNF | DNF | DNF | 14  | 8      | DNF | 12   | DNF | 13   | 14  | 0      |
| 22   | Tarso Marques         | DNF  | 14  | 9    | DNF | 16   | DNF | DNF  | 9   | DNF | 15  | DNQ | DNF    | DNF | 13   |     |      |     | 0      |
| 23   | Fernando Alonso       | 12   | 13  | DNF  | DNF | 13   | DNF | DNF  | DNF | 14  | 17† | 16  | 10     | DNF | DNS  | 13  | DNF  | 11  | 0      |
| 24   | Tomáš Enge            |      |     |      |     |      |     |      |     |     |     |     |        |     |      | 12  | 14   | DNF | 0      |
| 25   | Gastón Mazzacane      | DNF  | 12  | DNF  | DNF |      |     |      |     |     |     |     |        |     |      |     |      |     | 0      |
| 26   | Alex Yoong            |      |     |      |     |      |     |      |     |     |     |     |        |     |      | DNF | DNF  | 16  | 0      |
| Pos. | Coureur               | AUS  | MAL | BRA  | SMR | SPA  | OOS | MON  | CAN | EUR | FRA | GBR | DUI    | HON | BEL  | ITA | VST  | JPN | Punten |

| Resultaat                       |
| ------------------------------- |
| Winnaar                         |
| Tweede plaats                   |
| Derde plaats                    |
| Gefinisht (punten behaald)      |
| Gefinisht (geen punten behaald) |
| Niet geklasseerd (NC)           |
| Uitgevallen (DNF)               |
| Niet gekwalificeerd (DNQ)       |
| Gediskwalificeerd (DSQ)         |
| Niet gestart (DNS)              |
| Gewond (INJ)                    |
| Uitgesloten (EX)                |
| Teruggetrokken (WD)             |
| Niet deelgenomen (blanco cel)   |
| P Pole position                 |
| S Snelste ronde                 |

† — Coureur is niet gefinisht in de GP, maar heeft wel 90% van de race-afstand afgelegd, waardoor hij als geklasseerd genoteerd staat.

### Klassement bij de constructeurs
| Pos. | Constructeur     | Nr. | AUS  | MAL | BRA  | SMR | SPA  | OOS | MON  | CAN | EUR | FRA | GBR | DUI    | HON | BEL  | ITA | VST  | JPN | Punten |
| ---- | ---------------- | --- | ---- | --- | ---- | --- | ---- | --- | ---- | --- | --- | --- | --- | ------ | --- | ---- | --- | ---- | --- | ------ |
| 1    | Ferrari          | 1   | 1PS0 | 1P  | 2P   | DNF | 1PS0 | 2P  | 1    | 2P  | 1P  | 1   | 2P  | DNF    | 1P  | 1S   | 4   | 2P   | 1P  | 179    |
| 1    | Ferrari          | 2   | 3    | 2   | DNF  | 3   | DNF  | 3   | 2    | DNF | 5   | 3   | 3   | 2      | 2   | 5    | 2   | 15†  | 5   | 179    |
| 2    | McLaren-Mercedes | 3   | DNF  | 6S  | DNF  | 4   | 9†   | DNF | DNF  | 3   | 6   | DNS | 1S  | DNF    | 5S  | 4    | DNF | 1    | 4   | 102    |
| 2    | McLaren-Mercedes | 4   | 2    | 3   | 1    | 2P  | 5    | 1S  | 5PS0 | DNF | 3   | 4S  | DNF | DNF    | 3   | 2    | DNF | 3    | 3   | 102    |
| 3    | Williams-BMW     | 5   | DNF  | 5   | DNFS | 1S  | DNF  | DNF | DNF  | 1S  | 4   | 2P  | DNF | 1      | 4   | 7    | 3S  | DNF  | 6S  | 80     |
| 3    | Williams-BMW     | 6   | DNF  | DNF | DNF  | DNF | 2    | DNF | DNF  | DNF | 2S  | DNF | 4   | DNFPS0 | 8   | DNFP | 1P  | DNFS | 2   | 80     |
| 4    | Sauber-Petronas  | 16  | 4    | DNF | 3    | 7   | 6    | 9   | DNF  | DNF | DNF | 6   | 6   | DNF    | 6   | DNF  | 11  | 6    | 9   | 21     |
| 4    | Sauber-Petronas  | 17  | 6    | DNF | DNF  | DNF | 8    | 4   | 10   | 4   | 10  | 7   | 5   | DNF    | 7   | DNS  | 7   | DNF  | DNF | 21     |
| 5    | Jordan-Honda     | 11  | 5    | 4   | 11†  | 6   | DNF  | DNF | DNF  | 7   | DNF | 8   | 7   | DNF    | DNF | DNF  | DNF | 4    | 8   | 19     |
| 5    | Jordan-Honda     | 12  | DNF  | 8   | 5    | 5   | 4    | DSQ | DNF  | 11† | DNF | 5   | DNF | DNF    | 10  | 6    | 8   | 7    | DNF | 19     |
| 6    | BAR-Honda        | 9   | 7    | DNF | 4    | 8   | 7    | 5   | DNF  | DNF | DNF | 9   | DNF | 7      | DNF | 11   | 9   | 11   | 13  | 17     |
| 6    | BAR-Honda        | 10  | DNF  | DNF | 7    | DNF | 3    | 8   | 4    | DNF | 9   | DNF | 8   | 3      | 9   | 8    | 6   | DNF  | 10  | 17     |
| 7    | Benetton-Renault | 7   | 13   | DNF | 6    | DNF | 14   | DNF | DNF  | DNF | 11  | 11  | 13  | 4      | DNF | 3    | 10  | 8    | 17† | 10     |
| 7    | Benetton-Renault | 8   | 14†  | 11  | 10   | 12  | 15   | DNF | 7    | DNF | 13  | 16† | 15  | 5      | DNF | DNF  | DNF | 9    | 7   | 10     |
| 8    | Jaguar-Cosworth  | 18  | 11   | DNF | DNF  | DNF | DNF  | 7   | 3    | DNF | 7   | DNF | 9   | DNF    | DNF | DNS  | DNF | 5    | DNF | 9      |
| 8    | Jaguar-Cosworth  | 19  | 8    | 10  | DNF  | 11  | DNF  | DNF | DNF  | 6   | 8   | 14  | 12  | DNF    | 11  | DNF  | 5   | 12   | DNF | 9      |
| 9    | Prost-Acer       | 22  | 9    | 9   | 8    | 9   | 10   | 10  | 6    | 5   | 15† | 12  | 11  | 6      | DNF | 9    | DNF | 10   | 12  | 4      |
| 9    | Prost-Acer       | 23  | DNF  | 12  | DNF  | DNF | 11   | 11  | DNF  | 8   | 12  | 10  | DNF | DNF    | DNF | DNS  | 12  | 14   | DNF | 4      |
| 10   | Arrows-Asiatech  | 14  | 10   | 7   | DNF  | DNF | 12   | 6   | 8    | 10† | DNF | 13  | 10  | 9      | 12  | 10   | DNF | DNF  | 14  | 1      |
| 10   | Arrows-Asiatech  | 15  | DNF  | DNF | DNF  | 10  | DNF  | DNF | 9    | DNF | DNF | DNF | 14  | 8      | DNF | 12   | DNF | 13   | 15  | 1      |
| 11   | Minardi-European | 20  | DNF  | 14  | 9    | DNF | 16   | DNF | DNF  | 9   | DNF | 15  | DNQ | DNF    | DNF | 13   | DNF | DNF  | 16  | 0      |
| 11   | Minardi-European | 21  | 12   | 13  | DNF  | DNF | 13   | DNF | DNF  | DNF | 14  | 17† | 16  | 10     | DNF | DNS  | 13  | DNF  | 11  | 0      |
| Pos. | Constructeur     | Nr. | AUS  | MAL | BRA  | SMR | SPA  | OOS | MON  | CAN | EUR | FRA | GBR | DUI    | HON | BEL  | ITA | VST  | JPN | Punten |

| Resultaat                       |
| ------------------------------- |
| Winnaar                         |
| Tweede plaats                   |
| Derde plaats                    |
| Gefinisht (punten behaald)      |
| Gefinisht (geen punten behaald) |
| Niet geklasseerd (NC)           |
| Uitgevallen (DNF)               |
| Niet gekwalificeerd (DNQ)       |
| Gediskwalificeerd (DSQ)         |
| Niet gestart (DNS)              |
| Gewond (INJ)                    |
| Uitgesloten (EX)                |
| Teruggetrokken (WD)             |
| Niet deelgenomen (blanco cel)   |
| P Pole position                 |
| S Snelste ronde                 |

† — Coureur is niet gefinisht in de GP, maar heeft wel 90% van de race-afstand afgelegd, waardoor hij als geklasseerd genoteerd staat.
1950 · 1951 · 1952 · 1953 · 1954 · 1955 · 1956 · 1957 · 1958 · 1959 · 1960 · 1961 · 1962 · 1963 · 1964 · 1965 · 1966 · 1967 · 1968 · 1969 · 1970 · 1971 · 1972 · 1973 · 1974 · 1975 · 1976 · 1977 · 1978 · 1979 · 1980 · 1981 · 1982 · 1983 · 1984 · 1985 · 1986 · 1987 · 1988 · 1989 · 1990 · 1991 · 1992 · 1993 · 1994 · 1995 · 1996 · 1997 · 1998 · 1999 · 2000 · 2001 · 2002 · 2003 · 2004 · 2005 · 2006 · 2007 · 2008 · 2009 · 2010 · 2011 · 2012 · 2013 · 2014 · 2015 · 2016 · 2017 · 2018 · 2019 · 2020 · 2021 · 2022 · 2023 · 2024 · 2025 · 2026 
 Lijst van Formule 1 Grand Prix-wedstrijden